# Русалка (геральдика)
Русалка — химерна істота, що відповідає її середньовічному образу морської жінки (з риб'ячим хвостом). Її завжди зображують пливучою по морю або на хвилі. Як правило, вона розчісує волосся однією рукою, а іншою дивиться в дзеркало, яке тримає іншою. Якщо вона має додаткові кольори, їх слід блазонувати (див. герб Варшави, на якому зображена натуральна русалка, озброєна золотими мечем і щитом). Це символ красномовства і переконання, оскільки він мав здатність м'яко переконувати.
Варіантом, який часто зустрічається, є двохвоста русалка, яка тримає кожен кінець цього подвійного хвоста в кожній руці. Але його не лише знаходять на емблемі («з подвійним хвостом»), але іноді також, помилково називають «мелюзиною», яка натомість традиційно має бути схожа на русалку з гребінцем і дзеркалом.
Підводячи підсумки:
- сирена з дзеркалом і сирена з подвійним хвостом, здається, є двома зображеннями одного геральдичного символу, а тому блазоновані однаково;
- сирена з дзеркалом і мелюзина мають дуже схожі зображення, але це два різні геральдичні символи;
- використання melusine як подвійної сирени не має серйозних підстав і тому виглядає образливим.

## Галерея

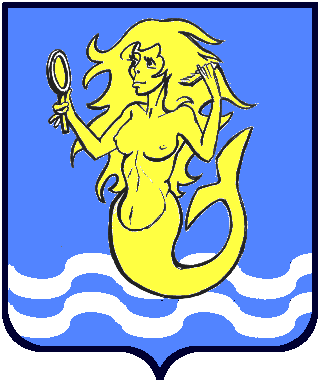
У синьому полі золота русалка на подвійній срібній хвилі
У червному полі на срібній основі золота русалка з подвійним хвостом і зеленим волосся
У червоному полі срібна русалка на синій хвилястій смузі кольору (Монсеньйоре, Франція)
Герб Варшави
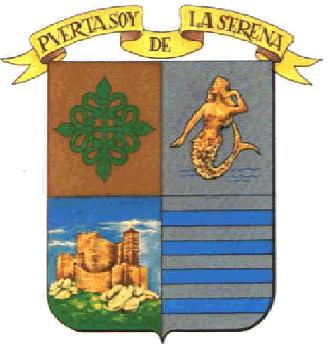
Русалка (Вільянуева-де-ла-Серена, Іспанія)
Русалка (Вангерланд, Німеччина)
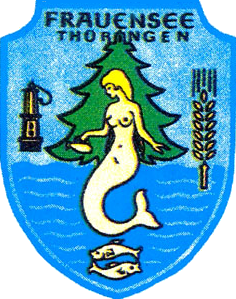
Сирена, що ллє воду з глечика (Фрауензе, Німеччина)
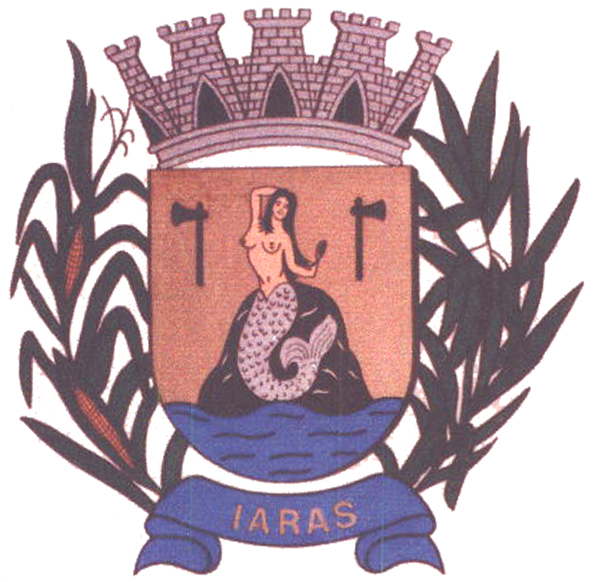
Русалка на скелі (Ярас, Бразилія)
Русалка дме в мушлю (Кіберон, Франція)
Двохвоста русалка (Зусамальтхайм, Німеччина)

## Інші проекти
- Wikizionario contiene il lemma di dizionario «sirena»
- Wikimedia Commons contiene immagini o altri file su sirena